# Metagenomika
A metagenomika a természetes környezetből vett mintákban található örökítő anyag vizsgálata. A hagyományos mikrobiológia, illetve mikrobiális genom-szekvenálás általában klónozott mikrobiológiai kultúrákat vesz igénybe. A genetikai kutatásnak ezen új ága lehetővé teszi az olyan élőlények genetikai kutatását, melyek nehezen vizsgálhatók laboratóriumi körülmények között, illetve lehetőséget nyújt eddig ismeretlen életformák feltárására.
A metagenomika főleg azután került az érdeklődés középpontjába, hogy kiderült, a mikroorganizmusok legnagyobb részét még nem sikerült felfedezni.